# 캐논 EOS 20D
캐논 EOS 20D(Canon EOS 20D)는 820만 유효 화소를 가지는 준전문가용 디지털 SLR 카메라이다. 2004년 8월 19일에 발표되었으며 9월에 시판되었다. 캐논 EOS 10D의 후속 모델이다. 22.5 × 15.0 mm 크기의 CMOS 이미지 센서를 가지고 있으며 캐논 EF-S 렌즈 마운트 및 캐논 EF 렌즈 마운트를 지원한다.

## 캐논 EOS 10D에 비해 향상된 점
화소수가 늘어으며, 연속 촬영 속도도 3.3 fps에서 5 fps로 빨라졌다. 초기 기동 시간 등 반응 속도가 빨라졌으며, 향상된 자동 초점 시스템을 가지고 있다.
10D와 비교했을 때, 자동 초점 포인트가 7개에서 9개로 늘어났으며 AF 센서의 감도가 2배 향상되었다. 또한, 중앙 AF 포인트의 경우 f/2.8 대응 센서를 추가적으로 가지고 있어 f/2.8과 같거나 더 밝은 렌즈 사용시 정밀도가 3배 증가한다.

## 20Da

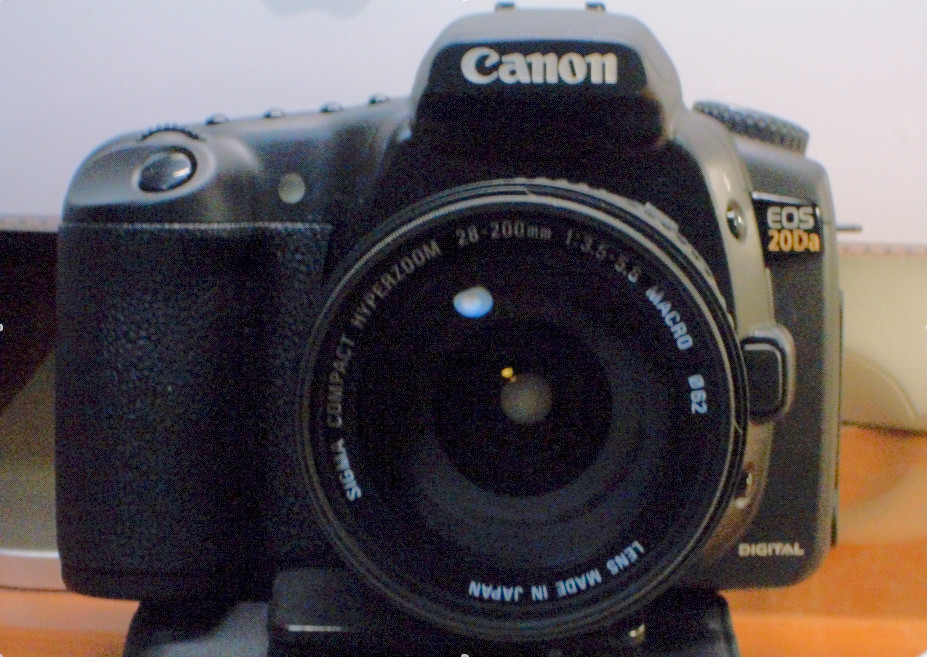
캐논 EOS 20Da

2005년 2월 14일 캐논 20D를 기반으로 하는 천체촬영 전용 DSLR인 20Da가 발표되었다.
캐논 EOS 20D와 비교했을 때 다음과 같은 점이 다르다.
- 천체 사진에 적합한 적외선 필터 (향상된 hydrogen-alpha 투과율)
- 라이브뷰 기능 제공

## 사진

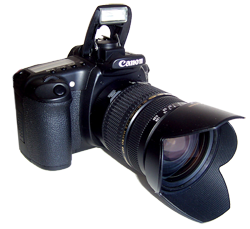
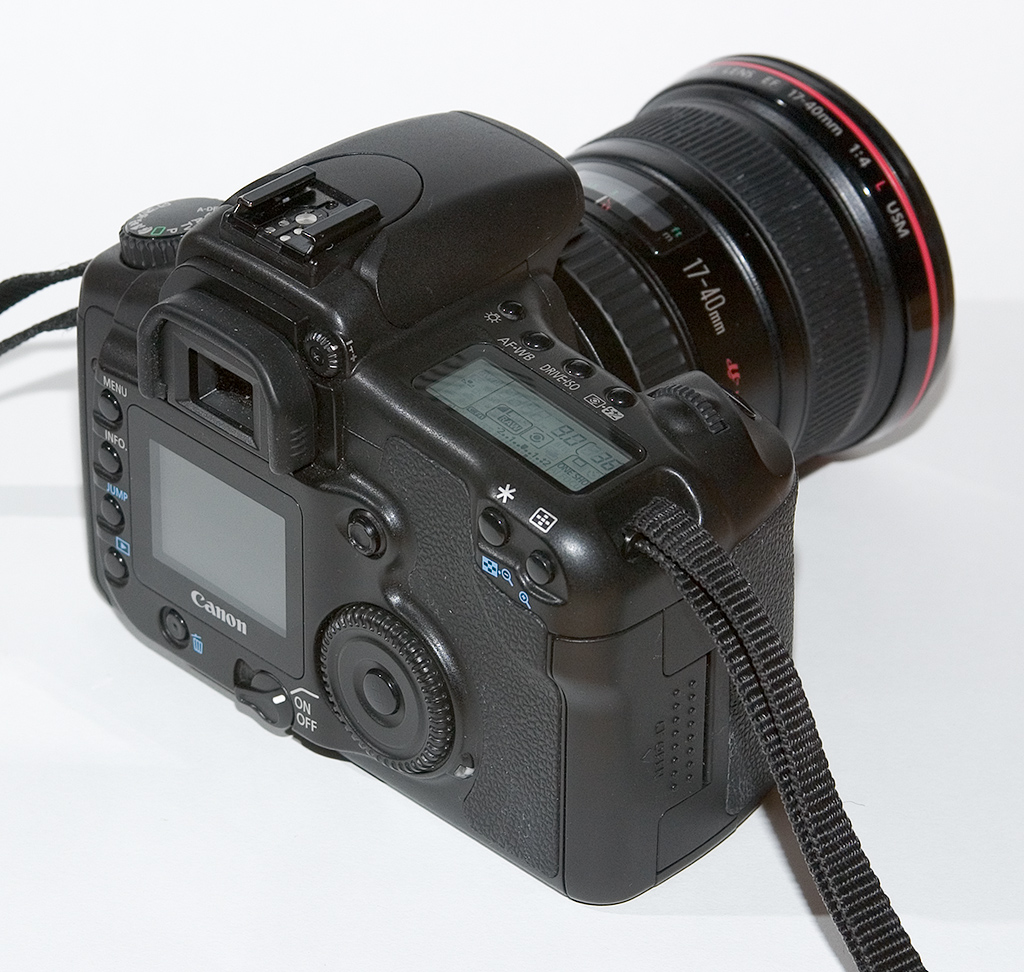
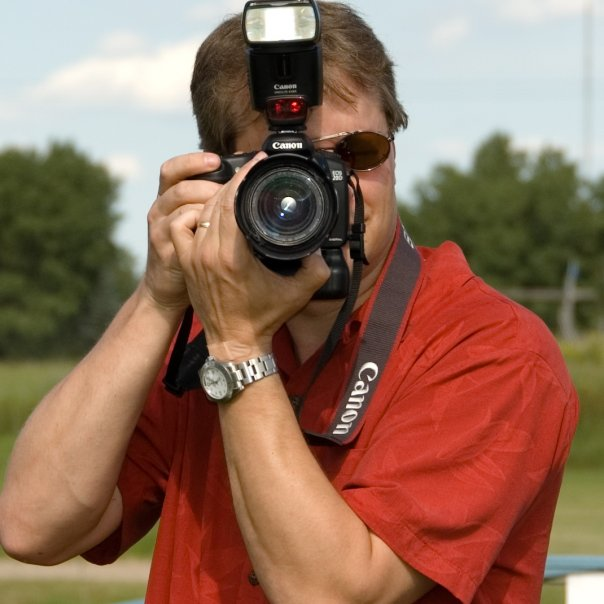
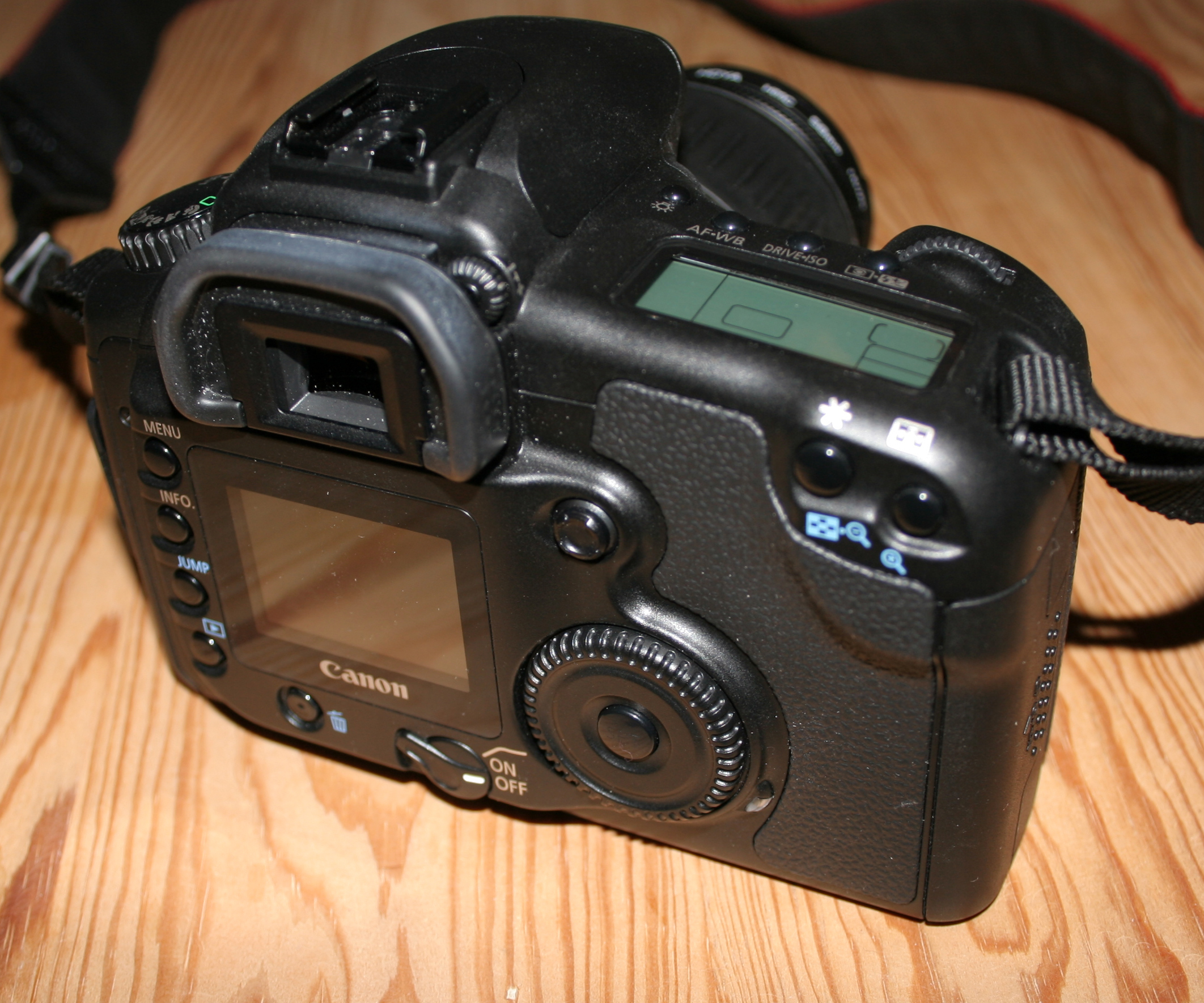

## 같이 보기
- 캐논
- 캐논 EOS
- 캐논 EF 마운트
- 캐논 EF-S 마운트